# مسعى التنين: طريق معركة الوحوش
مسعى التنين: طريق معركة الوحوش (ドラゴンクエスト モンスターバトルロード دوراغون كويستو مانستا باتورو رودو) هي سلسلة من ألعاب صندوق الألعاب مقتبسة من مسعى التنين 8. يبارز اللاعبون وحوشًا ويمكنهم الفوز ببطاقات حقيقية ببيانات الوحوش مطبوعة عليها. اللعبة الأولى بعنوان مسعى التنين: طريق معركة الوحوش أُصدرت في 2007 حصريًا في اليابان. أُعلن عن تتمة للأولى بعنوان مسعى التنين: طريق معركة الوحوش 2 الأساطير في جامب فيتسا 2009 في طوكيو، أما اللعبة الثالثة بعنوان مسعى التنين: انتصار طريق معركة الوحوش وهي منفذ للعبة الأساطير وقد أُعلنت لمنصة وي في 2010. مسعى التنين: ماسح طريق معركة الوحوش كان من المقرر لها الصدور لصندوق الألعاب في 2016.